# Menschen ohne Seele
Menschen ohne Seele (OT: Union Station, Verweistitel: Das Labyrinth) ist eine US-amerikanische Literaturverfilmung von 1950 unter der Regie von Rudolph Maté basierend auf Thomas Walshs Roman Nightmare in Manhattan. Als die blinde Tochter eines Millionärs entführt wird, sind Lieutenant Calhoun (William Holden) und Inspector Donnelly (Barry Fitzgerald) gefordert. Joyce Willecombe (Nancy Olson), eine Freundin der Entführten, gibt wertvolle Hinweise.

## Handlung
Joyce Willecombe wird vom Chauffeur der Familie Murchison zur Bahnstation Westhampton mitgenommen. Im Wagen befindet sich auch Lorna, die Tochter der Murchisons, die blind ist. Joyce arbeitet für die Familie und hat sich mit Lorna angefreundet. Aus dem Fenster des Zuges heraus, bemerkt Joyce ein Auto, das dem Zug zu folgen scheint. An der folgenden Haltestelle steigen die Männer, die Joyce im Wagen bemerkt hat, getrennt zu, als würden sie sich nicht kennen. Sie nehmen in ihrer unmittelbaren Nähe Platz, wobei die junge Frau eine Waffe bei einem von ihnen bemerkt. Joyce spricht daraufhin den Schaffner an und schildert ihm ihre Beobachtungen. Der weist sie jedoch mit der lapidaren Bemerkung ab, dass er sich noch nie um die Privatbelange der Reisenden gekümmert habe. Da Joyce beharrlich bleibt, verspricht er, die Bahnpolizei zu benachrichtigen, deren Chef William Calhoun sei, dem sie dann „ihren Roman“ erzählen könne.
Calhoun beobachtet, nachdem er mit Joyce gesprochen hat, wie die Männer einen Koffer in einem Schließfach deponieren und den in einen Briefumschlag verstauten Schlüssel in einen Briefkasten werfen. Als Calhoun den Koffer untersucht, befindet sich darin keine Waffe, zu Joyce Erstaunen jedoch Kleidungsstücke, die der blinden Lorna gehören. Inspector Donnelly wird eingeschaltet und Joyce Vater Henry benachrichtigt. Donnelly geht von einer Entführung aus und rät dem besorgten Vater, keinesfalls auf die Forderung der Entführer einzugehen. Die Gefahr, dass sie seine Tochter töten würden, sobald sie das Geld hätten, sei zu groß. Murchison ist verunsichert, ihm geht es einzig darum, seine Tochter unversehrt zurückzubekommen. Um Lorna identifizieren zu können, schauen sich die Beamten alte Filme mit der jungen Frau an. An den Hobbys, die sie in diesen Filmen betreibt, erkennt man, dass sie früher ein Mensch mit normalem Sehvermögen war. Anschließend werden sie von Calhoun in ihre Aufgaben eingewiesen. Einer der Männer, die Joyce benannt hat, beobachtet, wie Henry Murchison den Koffer aus dem Schließfach nimmt. Natürlich beobachten auch die umfangreich eingesetzten Beamten das Geschehen. Nach längerer Überwachung und einer Schießerei im Viehlager, wird einer der verdächtigen Männer dort von den in Panik geratenen Rindern zu Tode getrampelt. Wie sich herausstellt, hieß der Mann Gus Hadder. Wieder bleibt nur abzuwarten, bis der zweite Mann sich meldet. Murchison erhält jedoch ein Telegramm. Daraus schließt Calhoun, dass der zweite Mann sich auf dem Bahnhofsgelände befinden muss. Tatsächlich taucht er ganz in Joyce Nähe auf, die daraufhin allein seine Verfolgung aufnimmt. Der Mann steigt in ein wartendes Auto ein, dessen Nummer sich Joyce merkt. Ein anderer Mann steigt aus. Wieder zurück im Bahngebäude zeigt Joyce Calhoun den Mann, der dort inzwischen auf einer Bank Platz genommen hat. Calhoun und seine Männer überwältigen den Verdächtigen. Von Murchison erfährt Donnelly, dass der besorgte Vater bis anderentags zwölf Uhr 100.000 Dollar zahlen solle. Sollte der Bote mit dem Geld von der Polizei überwacht werden, werde er seine Tochter nicht wiedersehen. Murchison will sich an die Anweisungen der Entführer halten, er hofft inständig, dass Lorna noch lebt. Calhoun und Donnelly versuchen Vince „Charlie“ Marley, so heißt der Festgenommene, zum Sprechen zu bringen. Sie drohen ihm an, ihn auf die Gleise vor einen einfahrenden Zug zu stoßen, wenn er nicht sage, wo man Lorna versteckt halte. Im letzten Moment verrät er, dass die junge Frau lebe und in der Mulberry St. bei Joe Beacom und seiner Freundin Marge versteckt sei. Und auf Nachfrage, ja, Joe sei vorbestraft. Als Marge ihren Freund fragt, ob er Lorna gehen lasse, wenn ihr Vater bezahlt habe, macht er ihr deutlich, dass das nicht seine Absicht sei. Als die Beamten die Wohnung stürmen, finden sie Beacom, Marge und Lorna nicht mehr vor. Calhoun sucht Joyce in ihrem Zuhause auf, um ihr zu sagen, dass Lorna lebt. Etwa zur selben Zeit kommt einem Polizeibeamten ein Wagen verdächtig vor, in dem er dann unter einer Decke die gefesselte und geknebelte Lorna Murchison findet. Als Beacom hinzukommt, schießt er sofort und trifft den Beamten, der noch seine Waffe ziehen will. Er schießt ein zweites Mal und trifft Marge, die er achtlos auf der Straße liegen lässt. Im Krankenhaus erfahren Calhoun und Donnelly von der schwerverletzten Frau, dass Joe Lorna umbringen will, sobald er das Geld hat.
Beacom bugsiert Lorna in den Gepäcktunnel der Union Station und führt sie in den hinteren Bereich, wo das Betreten wegen Hochspannungsgefahr ausdrücklich verboten ist. Dort setzt er sie in einen Gepäckwagen, den er in Bewegung setzt. Mit der Drohung, dass ihr die Hochspannungsdrähte schon die Hölle heiß machen würden, lässt er das total verängstigte Mädchen allein zurück. Am anderen Morgen naht die Geldübergabe. Die eingesetzten Beamten sind in höchster Alarmbereitschaft. Beacom schafft es, ein Verwirrspiel mit dem Koffer zu treiben und, als Calhoun ihm mit Joyce Hilfe auf die Schliche kommt, diesen durch einen Schuss an der Schulter zu verletzen. Calhoun nimmt trotzdem seine Verfolgung auf. Beacom läuft in Richtung des Hochspannungstunnels. Calhoun kann ihn anschießen. Er droht damit, sich jetzt „seinen Schutzengel“ zu holen. Donnelly, der dank Calhouns Geistesgegenwart, das Gespräch mithören kann, veranlasst, dass das Licht und die Hochspannungsleitungen im Tunnel ausgeschaltet werden. Im Tunnel geht es dramatisch zu, da Lorna verzweifelt versucht, sich zu orientieren und Beacom ihr immer näher kommt. In höchster Not erschießt Calhoun den Entführer, kurz bevor dieser Lorna erreichen kann. Während ein glücklicher Vater seine Tochter umarmt, sorgt sich Joyce um Calhoun, der sie anstrahlt und das erste „Du“ wird ausgetauscht.

## Produktion und Hintergrund
Thomas Walshs Roman wurde ursprünglich in der Saturday Evening Post unter dem Titel Manhattan Madness veröffentlicht. Der Film trug die Arbeitstitel Manhattan Madness sowie Nightmare in Manhattan. John Lund war ursprünglich für die Hauptrolle vorgesehen, weitere Rollen sollten Alan Ladd und Wanda Hendrix spielen. Für den Charakterdarsteller Robert Cornthwaite war es sein Debüt in einem Spielfilm. Der technische Berater des Films EW Smith arbeitete als Lieutenant der Polizei von Los Angeles. Gedreht wurde vom 18. Januar bis 7. März 1950. Viele Filmszenen wurden vor Ort in und um Los Angeles gedreht, so vor allem die in der Union Station, im Union Depot und im Viehlager. Als weitere Drehorte fungierten der Griffith Park in Los Angeles und Saugus, ein Bahnhof in Pasadena.
Im Jahr 1950 war Holden ein Kassenmagnet, im selben Jahr war er im Kino in den Filmklassikern Die ist nicht von gestern und Boulevard der Dämmerung zu sehen, sodass dieser Film fast ein wenig unterging. Holden selbst hat die Rolle nicht so gern gespielt und befand, dass es sich um ein Routine-Melodram gehandelt habe, wie sein Biograph Bob Thomas ausführte.
Die eindrucksvollen Bilder wurden von Daniel L. Fapp geschaffen, der in seiner Karriere siebenmal für den Oscar nominiert wurde und ihn 1961 für die Verfilmung des Musicals West Side Story erhielt.
Die Premiere des Films fand am 4. Oktober 1950 in New York statt. In der Bundesrepublik Deutschland hatte Menschen ohne Seele am 12. Oktober 1951 Premiere; in Österreich lief der Film am 23. November 1951 unter dem Titel Kidnapper am Werk an.

## Kritik
Für das Lexikon des internationalen Films war es „ein insgesamt spannender Thriller, für den Jules Dassins Stadt ohne Maske Pate [gestanden habe]“.
Cinemas Fazit war: „Kleiner, realistischer Noir-Thriller mit großem Finale.“
Cinefacts sprach von einem „präzise inszenierte[n] Entführungsthriller mit großem Showdown in einem dunklen Tunnel.“ Fazit: „Eine kleine Rarität.“